# NGC 3592
NGC 3592 је спирална галаксија у сазвежђу Лав која се налази на NGC листи објеката дубоког неба.
Деклинација објекта је + 17° 15' 34" а ректасцензија 11h 14m 27,5s. Привидна величина (магнитуда) објекта NGC 3592 износи 13,9 а фотографска магнитуда 14,6. NGC 3592 је још познат и под ознакама UGC 6267, MCG 3-29-11, CGCG 96-11, PGC 34248.